# Tetramethylammoniumchlorid
Tetramethylammoniumchlorid ist eine organische chemische Verbindung aus der Gruppe der quartären Ammoniumverbindungen, mit der Konstitutionsformel [N(CH3)4]Cl.

## Gewinnung und Darstellung

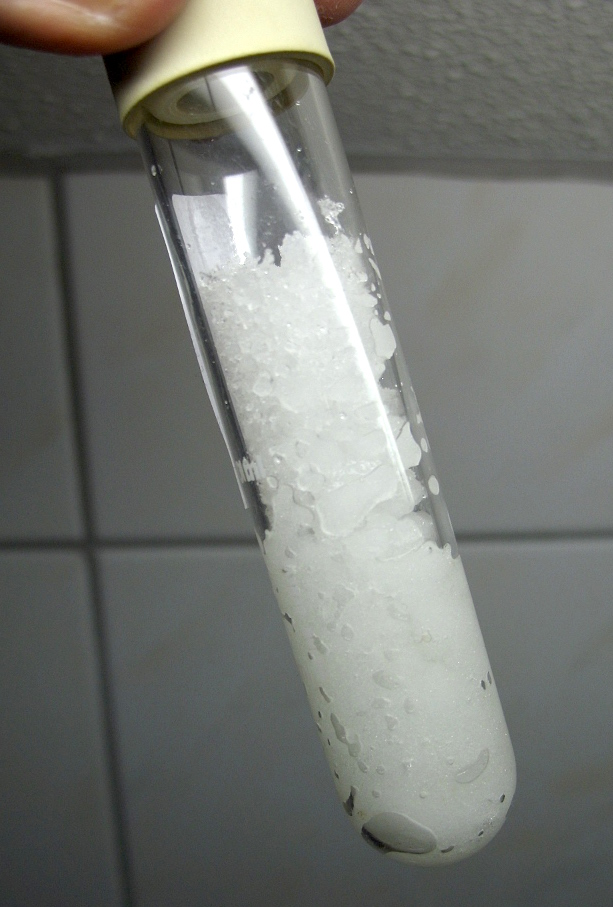
Tetramethylammoniumchlorid

Tetramethylammoniumchlorid entsteht (neben Methylamin, Dimethylamin und Trimethylamin) bei der Reaktion von Chlormethan mit Ammoniak.

## Eigenschaften
Tetramethylammoniumchlorid ist ein farbloser Feststoff, der löslich in Wasser ist. Die Lösung ist mit Eisen(III)-chlorid titrierbar.

## Verwendung
Tetramethylammoniumchlorid wird in der experimentellen Pharmakologie als ganglionär wirksame Substanz verwendet, die keine zentralen Effekte besitzt. Sie ist nicht hirngängig und therapeutisch nicht von Bedeutung. Sie wird auch als Bestandteil von Frackinglösungen verwendet.